# Bourg-la-Reine
Bourg-la-Reine este un oraș în Franța, în departamentul Hauts-de-Seine, în regiunea Île-de-France.Acest oraș aparține Communauté d'agglomération Hauts de Bièvre.

## Geografie
Bourg-la-Reine se situaza aprox. 10 km. la sudul centrului  Parisului la malul stâng al Senei.Comunități vecine sunt in nord-vest Bagneux ,nord-est Cachan,în est L'Haÿ-les-Roses,în sud Antony și in sud-vest Sceaux, Hauts-de-Seine.

## Economie
Compania Cire Trudon ,înființată în 1643 sub numele de Maison de Cire Trudon ,este cea mai veche fabrică de ceară și funcționează aici din anul 1971.

## Transport
Prin oraș trece de la sud la nord route departamentale  RD 920,care prin continuarea străzii Römerstraße  via aureliensis  ajunge prin Galia în Köln.
Prin stația Bourg-la-Reine a liniei RER B orașul este legat printr-o rețea de căi ferate S cu Paris.

## Orașe înfrațite
- Kenilworth   ,Marea Britanie
- Monheim am Rhein ,Nordrhein-Westfalen(Germania)

- Reghin în Translivania (România)

- Sulejówek în Polonia

- Yanqing ,China

## Personalități

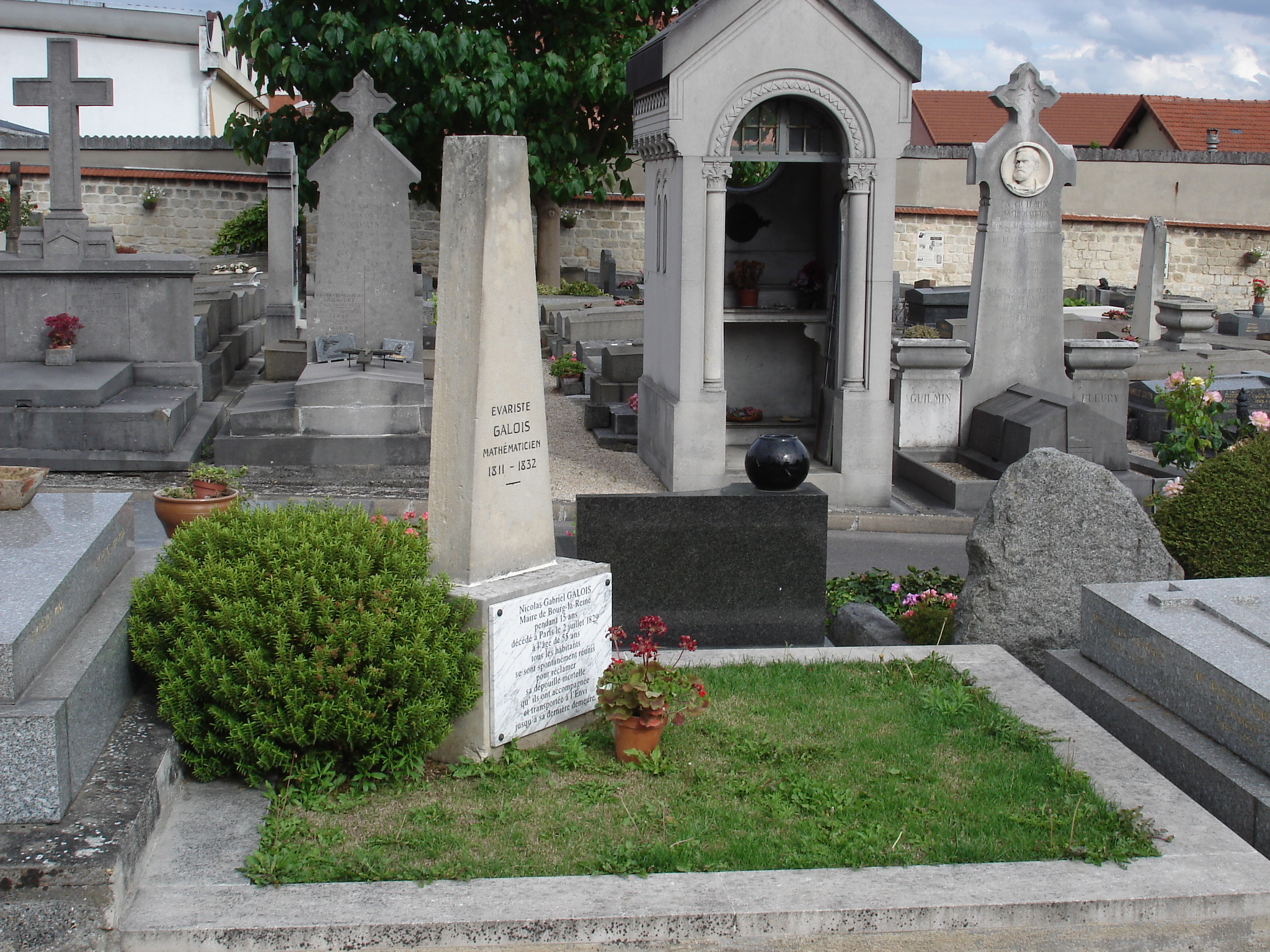
Mormânt Évariste Galois, Cimitirul Bourg-la-Reine

- Nicolas de Condorcet (1743 - 1794)
- Marceline Desbordes-Valmore (1786 - 1859)
- Évariste Galois (1811 - 1832)
- Georges Clemenceau (1841 - 1929)
- Léon Bloy (1846 - 1917)
- Anthony Turgis (n. 1994), ciclist.

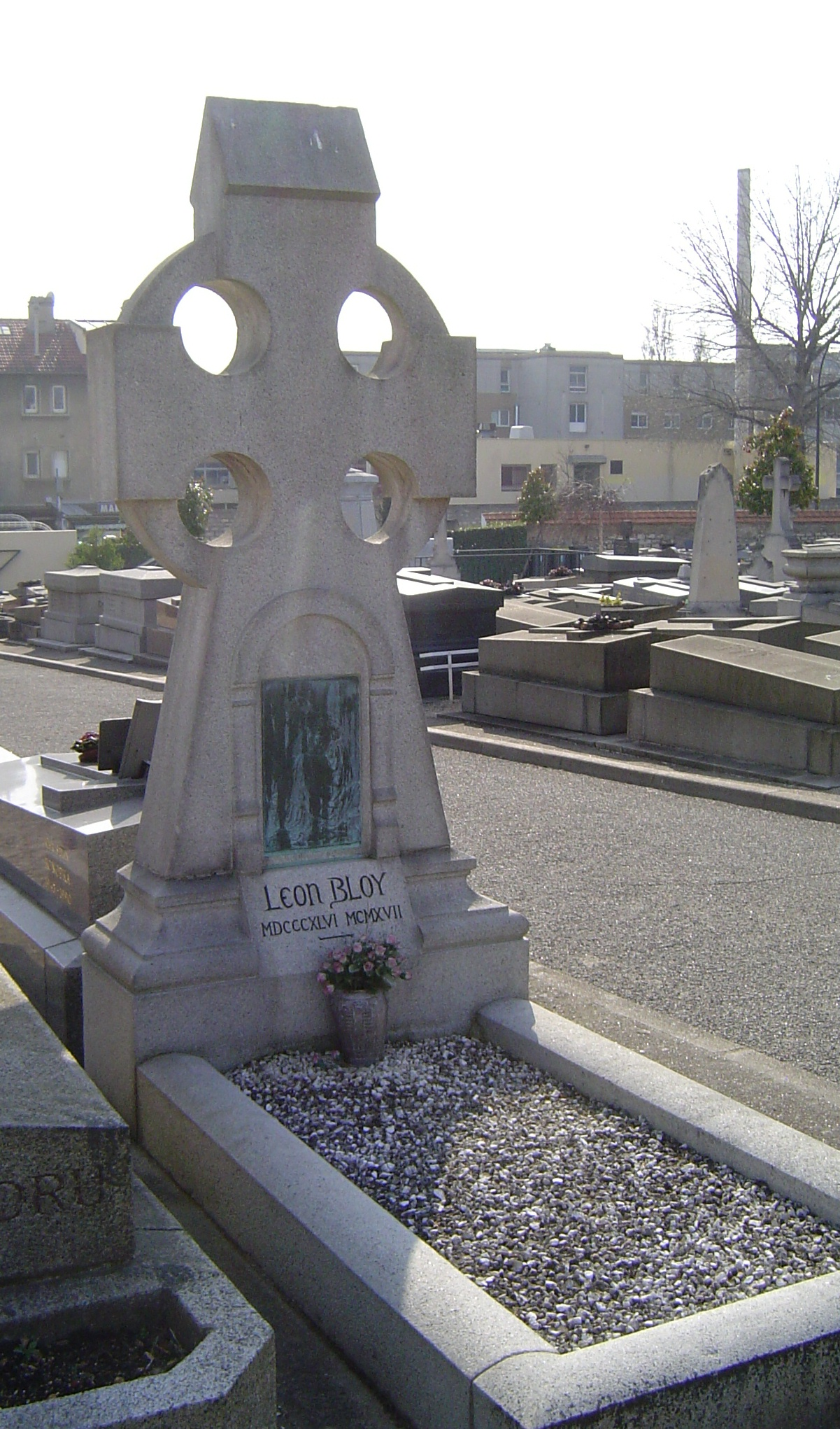
Mormânt Léon Bloy, Cimitirul Bourg-la-Reine

Aici este locul nașterii matematicianului Évariste Galoisț și a trombonistului și pedagogului de muzică Henri Couillaud.
Aici au decedat scriitorul Léon Bloy,filozoful și matematicianul Marie Jean Antoine Nicolas Caritat, Marquis de Condorcet, ornitologul Henri Auguste Menegaux, chirurgul Phillippe-Jean Pelletan și etnologul Arnold van Gennep.
1. ↑  French National Directory of Representatives, accesat în 15 martie 2019
2. ↑  répertoire géographique des communes, accesat în 26 octombrie 2015
3. ↑  dataset of postal codes in France, 1 octombrie 2018